# Felix von Niemeyer
Felix von Niemeyer (Magdeburgo, 31 dicembre 1820 – Tubinga, 14 marzo 1871) è stato un medico tedesco.

## Biografia
Niemeyer proviene da una famiglia nativa di Vestfalia. Suo padre era il medico Karl Eduard Niemeyer (1792-1838), suo nonno il teologo August Hermann Niemeyer.
Dal 1839 al 1843 Niemeyer studiò medicina presso l'Università di Halle. Successivamente fu assistente di Peter Krukenberg. Dopo aver studiato a Praga e a Vienna con Carl von Rokitansky, divenne medico di Magdeburgo nel 1844. Insieme a Theodor Sendler (1819-1896), Karl Schneider e Franz Bette (1821-1900) fondò la  Medizinische Gesellschaft zu Magdeburg (Compagnia Medicale di Magdeburgo) il 29 marzo 1848.
Nel 1855 diventò professore ordinario di medicina interna presso l'Università di Greifswald, e nel 1860 fu nominato professore presso l'Università di Tubinga.
Niemeyer fu insegnito dell'Ordine della Corona del Württemberg nel 1870.

## Opere
- Die asiatische Cholera, ein primär-örtliches Leiden der Darmschleimhaut, in: Die medicinische Reform. Eine Wochenschrift 1, Nr. 19, 1848, 134-138
- Die symptomatische Behandlung der Cholera mit besonderer Rücksicht auf die Bedeutung des Darmleidens, 1849
- Klinische Mittheilungen aus dem Städtischen Krankenhause zu Magdeburg, 1855
- Lehrbuch der speciellen Pathologie und Therapie mit besonderer Rücksicht auf Physiologie und pathologische Anatomie, 1858